# Alberte (pigenavn)
Alberte er et pigenavn, der er afledt af drengenavnet Albert, som betyder "ædelbåren". Albertine og Alberta er variationer af navnet. Omkring 1.100 danskere bærer et af disse navne ifølge Danmarks Statistik.

## Kendte personer med navnet
- Albertine Ohlsen, dansk frøhandler (J.E. Ohlsens Enke).
- Albertine Sarrazin, fransk forfatter.
- Alberte Winding, dansk sanger.

## Navnet anvendt i fiktion
- Albertine er titlen på en roman fra 1886 af den norske forfatter og maler Christian Krohg, der også malede flere billeder af en kvinde ved navn Albertine.
- Albertine er en væsentlig figur i Marcel Prousts syvbinds romanværk "På sporet af den tabte tid", hvis femte og sjette bind i den danske udgave fra 1964 hedder Albertine hhv. Forladt af Albertine.

## Andre betydninger
- Alberta er en canadisk provins.